# Museo civico del sud-ovest americano Lorenzo Vescia
Il museo civico del Sud-Ovest Americano "Lorenzo Vescia" è un museo sito in località Cavona a Cuveglio, in provincia di Varese.
Fu fondato nel 1990 a seguito di una donazione di Marie Reine Dupont Vescia della collezione del marito, il chirurgo Lorenzo Vescia, che aveva raccolto reperti archeologici delle civiltà indo-americane precolombiane principalmente nell'area del Nuovo Messico, dell'Arizona e del Messico durante i suoi soggiorni negli Stati Uniti d'America. La collezione include anche opere di artigianato dei nativi americani e oggetti d'antiquariato dei pionieri. In seguito alla donazione, il Comune di Cuveglio collocò la collezione nell'edificio che ospita la scuola materna della piccola frazione di Cavona, in via Fabio Filzi 18.

## La collezione
L'intera collezione è stata valutata e catalogata dal professor Charles Dailey dell'Istituto del Museo di Arti Indo-Amerindiane di Santa Fe. È composta da circa 300 oggetti che possono essere distinti in due categorie: i manufatti dei nativi americani e i corredi dei pionieri, a cui si aggiungono oggetti e documenti legati alla memoria di Lorenzo Vescia.
La parte più importante della collezione è costituita da sculture miniaturizzate azteche e maya, ceramiche Pueblo preistoriche, corredi completi di suppellettili dei cow-boy e trapunte (quilt) realizzate a mano. Tutti i reperti sono esposti in una sequenza che tiene conto le diverse fasi dello sviluppo delle civiltà del sud-ovest americano.
All'interno del museo si trova anche una sala che ricostruisce una kiva, ovvero una stanza ad uso cerimoniale, corredata di reperti e fotografie che completano l'ambientazione. Dopo questa prima sala si accede ad uno spazio dedicato ai pionieri, con selle, briglie, trapunte, finanche una pelle d'orso bruno e due di castoro. Segue poi uno spazio dedicato alle armi, con coltelli etnici, macheti, fucili (tra cui due Winchester del 1894), moschetti e carabine e quattro pistole. Si trovano infine tappeti di fattura Navajo e Chimayo.
La collezione è completata da una biblioteca specializzata.